# La Demoiselle d'Avignon
Cet article possède un paronyme, voir Les Demoiselles d'Avignon.
La Demoiselle d'Avignon est un feuilleton télévisé français en 13 épisodes de 27 minutes ou six épisodes de 52 minutes, écrit par Frédérique Hébrard et Louis Velle, réalisé par Michel Wyn et diffusé à partir du 8 janvier 1972 sur la deuxième chaîne de l'ORTF. Il est rediffusé en 6 épisodes (3 dimanches) sur LCP en décembre 2024.
Au Québec, elle a été diffusée à partir du 3 juin 1972 à la Télévision de Radio-Canada alors que le feuilleton avait déjà été diffusé à la télévision belge francophone, RTB, à partir de la mi-mai 1971 et au vu du succès obtenu et réclamé par le public fut déjà rediffusé au cours de l'année 1972.
L'histoire a également été publiée sous forme de livre. La musique du générique a été créée par Georges van Parys. Jean-Pierre Lang composera également la musique de cinq épisodes du feuilleton.

## Synopsis
En pèlerinage historique à Avignon, Koba, originaire du royaume de Kurlande, île de la mer Baltique, y rencontre François Fonsalette, un diplomate passionné d'archéologie. Ils tombent amoureux mais Koba doit regagner son pays. François Fonsalette, bien décidé à retrouver celle qui a une fraîcheur radieuse et un accent merveilleux, se fait nommer ambassadeur de France en Kurlande. Mais ils se croisent à Orly : Koba, en fait princesse de Kurlande (François ne le savait pas) revient en France comme jeune fille au pair.
De retrouvailles passionnées en tristes malentendus, les deux tourtereaux nous font vivre au rythme de leurs émotions dans ce conte de fées des années 1970.
Tout est bien qui finit bien, ce qui justifie la devise de la Kurlande : « Sans essayer, n'aucun succès ».

## Épisodes

### La rencontre

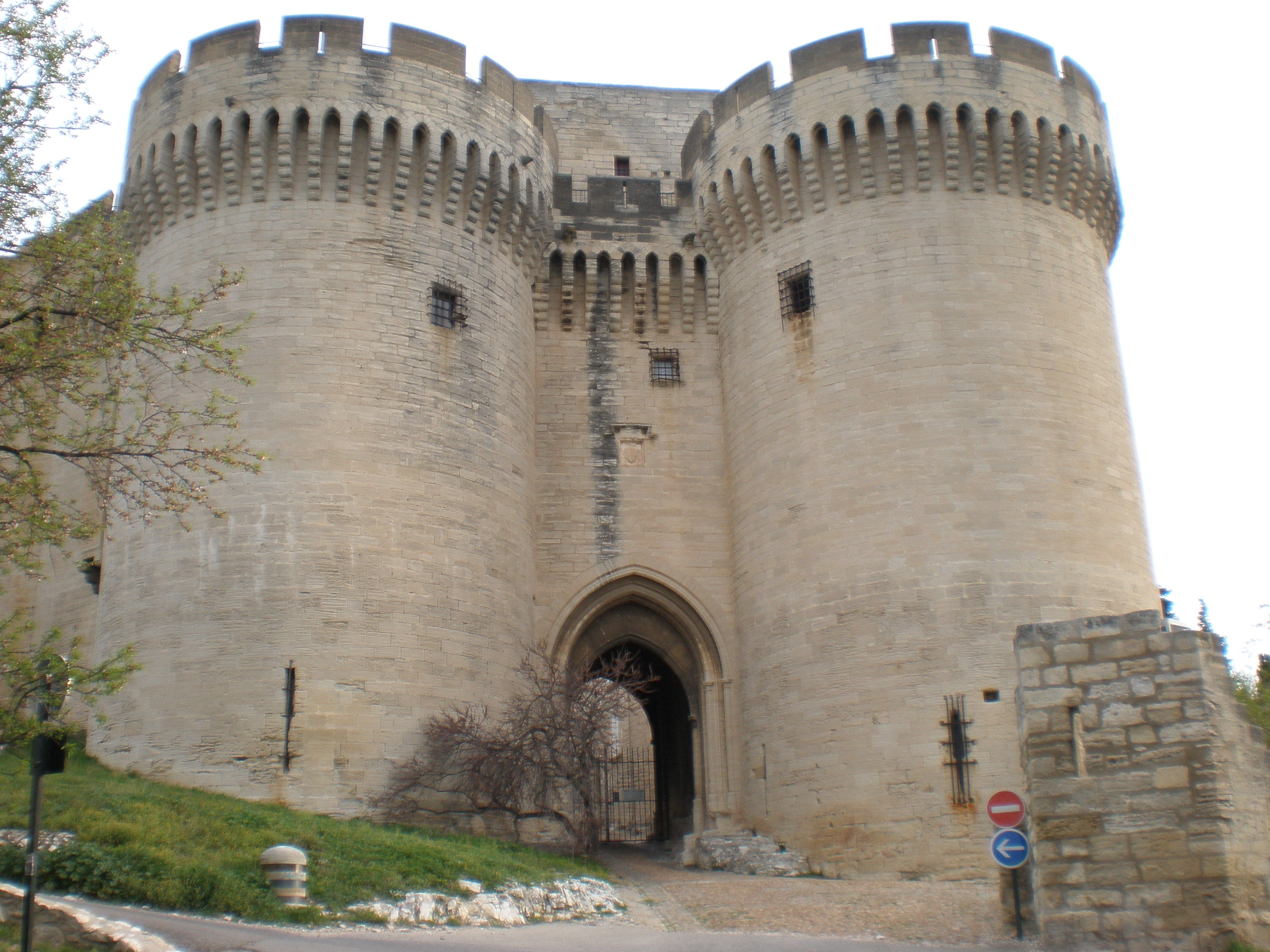
L'entrée du domaine des Fonsalette (le Fort Saint-André de Villeneuve-lès-Avignon).

Un groupe de jeunes Kurlandais arrive en Avignon dans un Combi VW bleu de la « Kurlandi Interzum Touristiak Avignon », en chantant l'air de la série. Ils viennent pour la « cérémonie d'Adélaïde », ancienne reine de Kurlande, née en Avignon en 1792. Un pneu crève non loin du célèbre pont, et ils sont aidés par de jeunes Avignonnais. Les enfants se souviennent d'un film qu'ils ont vu sur la Kurlande. Ils les invitent chez leur tante, Christine Fonsalette, qui vit dans un château non loin de là. (Il s'agit du Fort Saint-André de Villeneuve-lès-Avignon.) Son fils, François, diplomate distingué, effectue des fouilles dans la propriété. Sa mère désespère de le voir un jour marié, et c'est à ce moment qu'une globe-trotteuse enragée, Caroline, arrive en hélicoptère pour l'emmener à Rome. Elle le demande même en mariage, mais François décline. Les Kurlandais rendent hommage à Adélaïde puis rejoignent le château, précédés par les enfants. Et c'est en visitant le jardin que Koba surprend François en train de raconter une histoire de déesse à de jeunes enfants qui l'aident dans ses fouilles. François en perd le fil de l'histoire qu'il racontait. C'est le coup de foudre.

### La Demoiselle d'Avignon
François renonce momentanément à ses fouilles et participe finalement au diner organisé par sa mère. Koba et lui font donc plus ample connaissance, mais elle ne pourra cependant pas rester car les Kurlandais doivent rentrer le lendemain en Kurlande pour assister à une fête. La famille royale y offre un concert pour les habitants. Après le repas, Koba propose d'aider François dans ses fouilles. Ils découvrent, en fin de nuit, la statue d'une jeune fille que François baptise immédiatement la Demoiselle d'Avignon, surnom kurlandais d'Adélaide. Ils prennent ensemble le petit déjeuner dans la cuisine. Koba lui raconte qu'elle est orpheline, mais les téléspectateurs se rendent compte qu'elle fait partie de la famille royale en voyant ses bagages et la désolation de Koba qui pense que cet amour est impossible. Les Kurlandais partent et François reste songeur. François est conduit en haut d'une tour pour voir le combi s'éloigner. Un des enfants lui fait remarquer qu'il a oublié de demander son adresse à Koba et qu'il ne lui reste plus qu'à se faire nommer ambassadeur en Kurlande. Ambassadeur, en Kurlande ! Bien sûr ! François arrive tout guilleret au Quai d'Orsay. Hélas, le poste d'ambassadeur en Kurlande (dont personne ne veut) vient enfin d'être attribué à un diplomate calamiteux : Félicien Dupont-Bridaine.

### Ambassadeur en Kurlande?

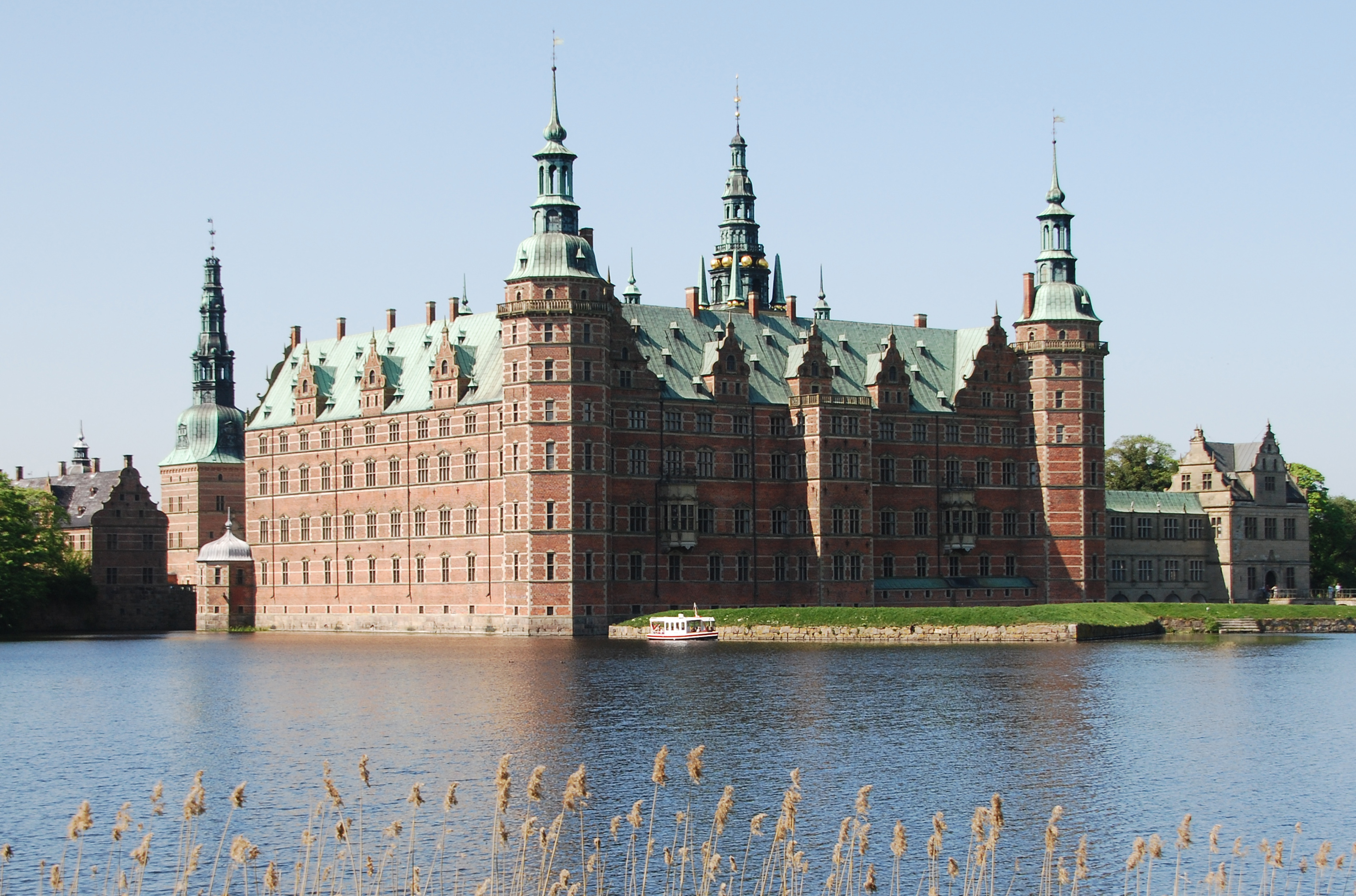
Le palais royal de Kurlande (le château de Frederiksborg, au Danemark).

Discussion avec son collègue de bureau, Adalbert (dit Adal) duc de Roquefort-Chavignol au Quai d'Orsay. Il lui parle des frais d'entretien de son château ; François lui annonce son intention de se faire nommer ambassadeur en Kurlande. Chavignol lui fait passer un film publicitaire qui présente la Kurlande. Sicile du Nord par sa forme, on y parle le français, le climat y est polaire ; on y présente la famille royale, son lien avec Avignon, mais François est distrait quand passe l'image de la princesse Koba. François, aveuglé, n'y voit que du bonheur. Alors que le Secrétaire général du Quai d'Orsay lui annonce qu'il n'y a pas de poste au Proche-Orient où il a l'habitude de faire des fouilles, François lui veut lui annoncer son intention d'aller en Kurlande. Hélas, le Secrétaire général vient de parvenir à « placer » la Kurlande à « ce niais de Dupont-Bridaine ». François a alors rendez-vous avec « monsieur » le ministre de la Joie de Vivre, Nicole, qui est aussi amoureuse de François, rencontré lors de fouilles précédentes. Elle aussi a changé, comme Caroline, elle est devenue une femme d'action et de pouvoir, et elle veut que Fonsalette devienne ministre. Fonsalette et Chavignol convainquent Dupont-Bridaine de renoncer à la Kurlande. Fonsalette pense que cette fois-ci, c'est le grand amour, que Koba, elle, ne changera pas, qu'elle restera la petite orpheline qu'il aime. De son côté, Koba arrive au Palais royal où elle reprend sa vie de princesse. Elle se fait raconter les potins du palais. Elle arrive à une répétition de la famille royale pour le concert, où l'on fait la connaissance de son grand-père le roi, de son frère le prince Rollon, de ses quatre sœurs et du plus jeune prince, Kilpéric, qui a un accent du Midi véritablement spectaculaire.

### La famille royale
On assiste à la vie familiale de la famille royale kurlandaise, faite d'inaugurations et d'obligations diverses qui déplaisent au prince Rollon. Koba se propose de le remplacer pour une manifestation qui a trait à l'archéologie à la glyptothèque. Elle y retrouve un vieux professeur du secondaire un peu distrait, Cornélius, qui lui conseille de faire ce que lui dicte son cœur et lui montre ses amours, les livres, dont un de... François Fonsalette : « Mes Fouilles », qu'il lui prête. Pendant ce temps-là, à Paris, François apprend le kurlandais et lit tout ce qu'il peut trouver sur la Kurlande. Koba lit l'article sur la découverte de Fonsalette dans Paris-Match ; François écoute le concert royal kurlandais en direct à la radio. Après le concert, Koba négocie avec son grand-père un an de liberté, incognito, pour apprendre la vie. Son grand-père accepte parce qu'il a fait la même chose à son époque, 60 ans auparavant. Elle prête serment, sur le tombeau de Rollon l'Ancien, de ne révéler son identité sous aucun prétexte, ni demander de l'aide, pendant un an. Fonsalette retrouve Caroline qui connait la Kurlande et Nicole qui lui présente le père de Dupont-Bridaine… François s'embarque pour la Kurlande et… croise Koba sur un escalator à l'aéroport d'Orly. Il part pour la Kurlande et elle arrive à Paris. Elle lui annonce qu'elle vient en France comme jeune fille au pair pour un an et lui qu'il vient d'être nommé ambassadeur en Kurlande. Tous les deux voulaient faire la surprise… Les voilà à nouveau séparés.

### Seule à Paris
Koba arrive donc dans la famille où elle va être jeune fille au pair, les Cruchon de Clamouse (« Ils ne sont pas du tout Clamouse ! » dira la comtesse de Poudreuse). Cela s'annonce mal : à peine est-elle rentrée que la maîtresse de maison lui adresse des reproches, et les jumeaux dont elle doit s'occuper sont insupportables. Le mari est sympathique mais s'efface devant son épouse acariâtre. En Kurlande, cela ne va pas beaucoup mieux pour François, il fait un froid polaire, l'avion a eu un fort retard, les sanitaires sont défaillants, le confort est restreint. Le personnel se limite à un secrétaire, deux soubrettes originaires de l'île de Kytère (seule terre kurlandaise où l'on ne parle pas français) et une vieille dame française âgée, émotive et nostalgique, vivant en Kurlande depuis 30 ans. La vie à l'ambassade n'a rien de la vie parisienne. François tente de « conserver les apparences ». Son chauffeur, partagé par plusieurs ambassades, est un « russe blanc »… noir. La DS tombe en panne ; le roi a courtoisement modifié son agenda pour se plier à celui du chauffeur.

### Der Plongier
François revêt son habit d'ambassadeur pour présenter ses lettres de créance au roi, qui le reçoit finalement de manière très informelle… Le roi lui confie ses soucis quant à la diction du petit prince Kilpéric, atteint de la « tare héréditaire », un accent du Midi extrêmement prononcé. Le roi ôte alors son manteau et plonge dans la Baltique depuis la fenêtre du palais. François, pour ne pas froisser son hôte, saute à son tour dans l'eau glacée… Rollon lui fait une démonstration de sa musique d'avant-garde pendant que François prend un grog pour se réchauffer…

### Bastien
Rollon, le prince héritier, est également un original. François lui annonce que Caroline brûle de le voir. Il soigne son rhume et fait la connaissance de Kilpéric. Le saut de François dans la Baltique fait le tour de la presse internationale, ce qui devrait améliorer grandement les relations entre la Kurlande et l'Europe. Sa mère et son majordome pensent que cela va plaire à la jeune étudiante kurlandaise. François sympathise avec Rollon, qui se rend à Paris l'hiver suivant pour un concert. Koba supporte tant bien que mal les frasques des jumeaux et écrit une lettre à François. De son côté, François essaye de faire perdre son accent à Kilpéric, mais c'est lui qui prend l'accent. Il est contraint d'abandonner de peur de ruiner sa carrière. Le roi plonge pour épater l'ambassadeur d'Équateur et attrape une congestion. De son côté, Koba veut aller à la Comédie-Française, mais son employeuse rechigne à lui payer ses gages. C'est sa première sortie en trois semaines, mais elle n'a même pas reçu assez d'argent pour téléphoner trois minutes en Kurlande, afin de s'enquérir de la santé de son grand-père dont elle vient d'apprendre les malheurs dans le journal. Voyant sa détresse, Bastien, routier au grand cœur, offre la communication à celle qu'il surnomme « princesse » sans la connaître. Koba sympathise avec Bastien, qui la ramène chez elle. La présence d'un camionneur devant son hôtel parisien indispose l'employeuse de Koba qui la renvoie sur le champ. Bastien l'invite dans une brasserie et, grâce à ses relations (un chauffeur de maître), lui trouve immédiatement une nouvelle place chez ses employeurs, le comte et la comtesse de Poudreuse, gens charmants et un peu bohème qui accueillent Koba à bras ouverts pour s'occuper de leurs enfants.

### Retrouvailles
François est rappelé à Paris pour une durée indéterminée, il exulte. De son côté, Koba est maintenant dans une famille sympathique qui entretient d'excellentes relations avec ses domestiques. François retrouve Paris et la ministre de la Joie de Vivre qui veut faire de lui un ministre. François essaye de retrouver Koba en téléphonant chez son ancienne employeuse qui lui annonce qu'elle est partie en pleine nuit « avec un fort des Halles »… Nicole coache François qui a la tête ailleurs. Ayant perdu Koba, il est maintenant effondré. Chavignol essaye de lui remonter le moral et le convainc d'assister à un dîner des Poudreuse. Par un heureux concours de circonstances, Koba doit remplacer la femme de chambre indisponible mais François, trop occupé à briller, met un temps fou à se rendre compte que c'est Koba qui sert à table. Il finit cependant par la voir et en perd complètement le fil de son récit. De son côté, Koba a totalement oublié un des invités, le centenaire marquis de Serpa-Fermante mais celui-ci « aura du boudin ». Il est ensuite question de la Kurlande, de ses princesses, de la mission de François. Les invités finissent par comprendre que François s'était fait nommer en Kurlande pour la voir et qu'elle est venue à Paris pour le voir. François et Koba dînent ensemble et François lui rapporte les dernières nouvelles de la famille royale de Kurlande. Le lendemain, ils partent voir la mer (qui manque beaucoup à Koba) à Honfleur.

### Ensemble

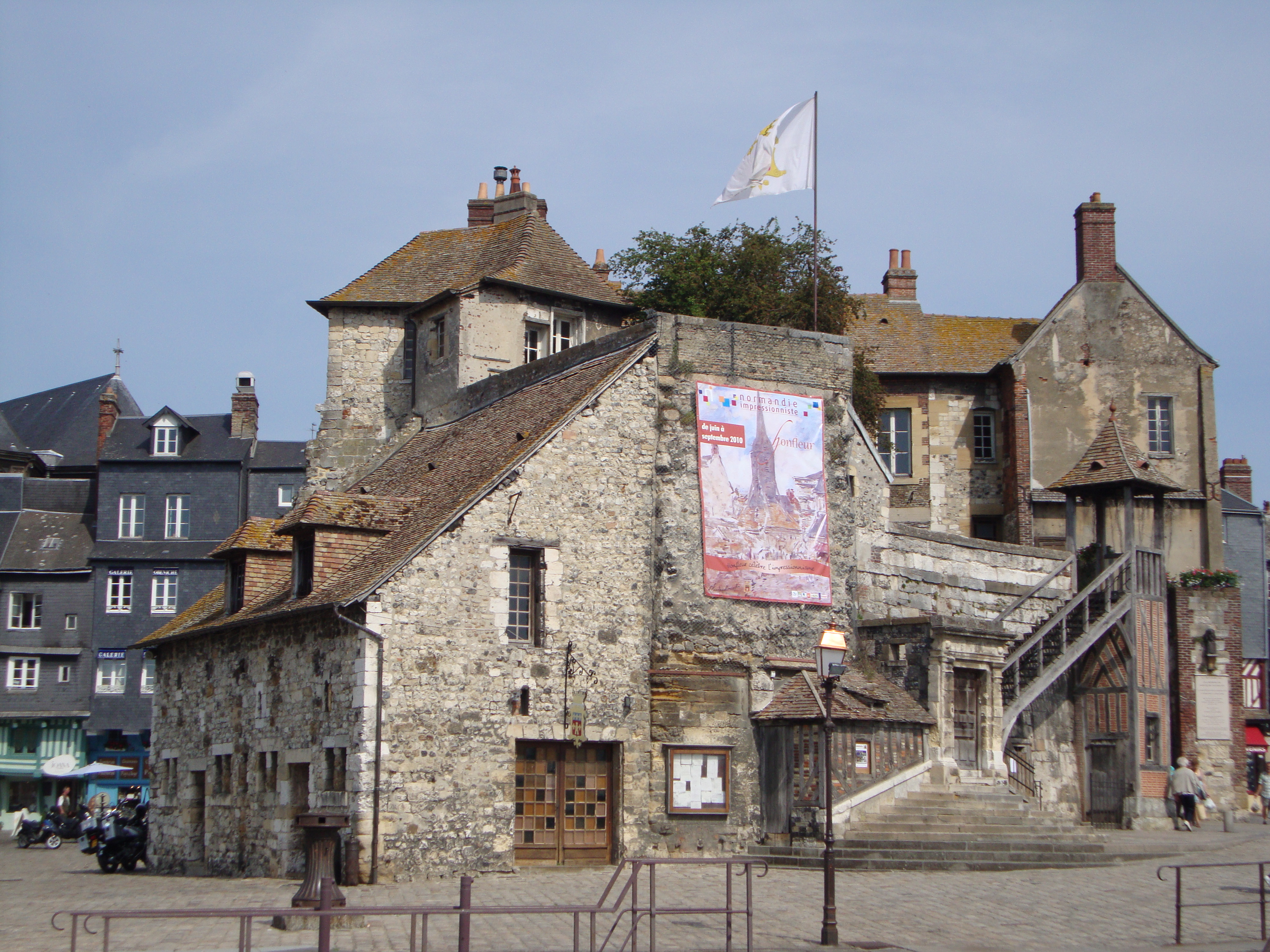
La lieutenance de Honfleur du haut de laquelle le couple contemple le Vieux Bassin.

Koba ne peut s'empêcher d'aller nager sur la plage malgré un froid de canard. Leur week-end en amoureux se passe bien. Ils sont les seuls clients de l'hôtel, à la côte en plein hiver. Koba refuse de parler de l'avenir et François devient jaloux en remarquant la bague de Koba (celle que le roi lui a donnée lors de son serment). Koba lui annonce son départ prochain pour la Suisse. Ses patrons ont en effet décidé d'envoyer leurs enfants passer 15 jours dans un chalet. Ils vont à la piscine de Deauville. François finit par lui avouer son amour et lui demande de l'épouser. Koba ne peut accepter. François s'imagine qu'elle est amoureuse de quelqu'un d'autre, qu'elle n'est pas libre, qu'elle lui cache quelque chose… Bref, rien ne va plus ; sombre retour à Paris. François enrage de s'être rendu ridicule, mais prend quand même rendez-vous avec Koba et se confie à Chavignol. Sur ce, Rollon arrive à Paris 'incognito' pour assister à un concert auquel il invite François, qui décline à cause de son rendez-vous avec Koba. De son côté, Koba veut profiter de l'occasion pour voir son frère et annule son rendez-vous avec François, qui décide alors finalement d'aller au concert… Observant de loin les retrouvailles entre Rollon et Koba, François se méprend sur leur complicité. Son cœur se brise… Il refuse toute communication avec Koba, qui ne comprend rien aux sautes d'humeur de François. Chavignol essaye de recoller les morceaux sans y parvenir. François a décidé de faire repartir sa carrière en acceptant la proposition de Nicole, ministre de la Joie de Vivre.

### Seule en Suisse
Koba part donc en Suisse, où elle va rester seule avec les enfants dans un chalet isolé dans la montagne. François renoue avec la ministre de la Joie de Vivre, femme de pouvoir et d'action. Dans la montagne, le bébé tombe malade, Koba appelle un médecin, mais la tempête se lève et le chalet devient inaccessible… L'enfant respire de plus en plus mal, et le docteur a dû rebrousser chemin. Par chance, Koba a fait un stage d'infirmière en chirurgie. Le docteur se rend à la station de télévision pour transmettre ses instructions afin de réaliser une trachéotomie. Malgré le téléphone coupé par la tempête, Koba s'organise. Les émissions sont interrompues et le docteur envoie les instructions sur les ondes… Koba réalise l'opération et l'enfant respire mieux, il est sauvé. François, en compagnie de Nicole, en route pour un restaurant, apprend ce qui se passe en Suisse. Le chalet risque d'être emporté par un glissement de terrain. Il décide à l'instant de se rendre en Suisse et explique à Nicole toute l'histoire. Celle-ci ne lui en tient pas rigueur et compte profiter de la médiatisation de l'évènement pour faire avancer sa carrière. Le médecin arrive et ne peut que constater la bonne santé de l'enfant. Il lui annonce que la caravane médiatique est en route pour fêter l'héroïne kurlandaise. Koba fuit la lumière des projecteurs et disparaît sans donner d'explications (mais en laissant un mot d'excuse). Elle se cache dans une fourgonnette des actualités télévisées de l'ORTF qui part porter la pellicule à Lyon. Sur ce, la ministre de la Joie de Vivre arrive avec l'ambassadeur de France en Kurlande… Mais Koba a disparu. François retrouve son livre « Mes fouilles » que Koba avait emporté en Suisse. L'enfant lui dit que Koba est amoureuse de lui. La ministre, carriériste, s'attribue la décision de venir en Suisse.

### En fuite
La fourgonnette de l'ORTF arrive en France avec Koba. Contente de son petit show, la ministre rentre en France avec François. Koba retrouve Bastien, occupé à raconter des histoires, dans un routier où le gars de l'ORTF s'est arrêté. Fonsalette et la ministre font le plein juste en face. La ministre n'a pas le temps de s'arrêter pour manger, ils se croisent donc sans se voir. Bastien trouve une nouvelle famille d'accueil pour Koba quelque part dans une HLM. Fonsalette arrive tout fripé au quai d'Orsay et explique ses aventures à Chavignol. Koba, de son côté, est accueillie dans une famille modeste dont le fils suit des cours d'histoire chez un voisin, qui n'est autre que le duc de Roquefort-Chavignol. On lui apprend la présence d'une Scandinave prénommée Lily…

### La caisse n°5
En faisant les courses à la grande surface du quartier, Koba trouve une annonce et se fait engager comme caissière. Chavignol lit l'avenir de François dans les cartes : alors que Koba fait ses débuts comme caissière, les cartes annoncent qu'elle manie beaucoup d'argent et vit non loin de chez Chavignole, que Fonsalette imagine habiter dans un beau quartier (et elle, travailler dans une banque… Alors qu'il range ses courses au supermarché, Chavignol repère Koba à la caisse numéro 5. Il saute dans un taxi pour prévenir son ami (à qui il va devoir avouer que son histoire de logement dans les beaux quartiers est un mensonge et qu'il vit dans une HLM). Il emmène Fonsalette dans son taxi jusqu'au supermarché… où Koba a pris une pause ; François ne la retrouve pas. Chavignol arrive après sa pause. François la voit enfin revenir.

### La princesse héritière
François achète un bocal de hareng de Kurlande et se dirige vers la caisse no 5. Devant l'impatience des clients dans la queue, il se ravise et remplit son caddy. Il fait des courses « pour la vie » et passe donc un long moment à la caisse, jusqu'à la fermeture, puis il distribue le contenu de son caddy aux pieds des HLM. François avoue avoir été jaloux de Rollon, raconte son voyage express en Suisse, et Koba l'embrasse au pied du HLM où elle demeure. François nage dans le bonheur, il va tirer la petite caissière de sa triste vie… Sur ce, il reçoit des nouvelles de Kurlande… Ils se retrouvent dans un restaurant. François explique les raisons de son retard : rien ne va plus en Kurlande, Rollon a gagné le concours de musique auquel il s'était inscrit sous un faux nom, et a annoncé qu'il renonçait au trône. François est rappelé en Kurlande et se propose de rendre visite au grand-père de Koba ; ambassadeur, cela va sûrement l'impressionner. D'autre part, c'est l'émoi en Kurlande, car personne ne sait où se trouve la princesse. Le roi est passé à la télévision pour déclarer officiellement qu'il la relevait de son serment : où qu'elle soit, elle devait se faire connaître… Koba avoue alors à François : « Je suis la princesse héritière de Kurlande. » Oui, c'est ça, confirme-t-il. « François, je suis la princesse héritière de Kurlande. » Il comprend tout, ne parvient pas à s'en remettre et disparaît sans dire un mot. Bien que Koba lui ait avoué son amour, François est blessé dans son orgueil, refuse à nouveau de lui parler et retourne en Avignon où il erre, complètement perdu. Koba rentre en Kurlande pour vivre son destin de future reine. Le sens du devoir de Koba ne trompe pas le vieux roi qui se rend compte qu'elle est amoureuse. Koba se confie à son grand-père. Elle aime la France, mais le vieux roi veut savoir qui elle aime. Elle lui avoue que c'est l'ambassadeur de France, « der plongier », et lui raconte toutes leurs aventures. Le vieux roi comprend l'attitude de Fonsalette et décide de faire un tour en mer, laissant le royaume sous la régence de Koba. En fait, il rejoint la France à bord de son voilier et se rend en Avignon pour arranger les choses. Il désire parler à la mère de François. Le roi demande donc la main de François à sa mère, puis s'explique avec François. Il le convainc de venir en Kurlande sur le bateau, mais, avant de devenir son gendre, il doit apprendre à jouer d'un instrument, c'est dans la Constitution. François prend le temps de la croisière de retour pour apprendre la flûte et le kurlandais. À l'arrivée à Avignonbourg, la princesse se présente en bateau pour accueillir son grand-père, sans savoir que François est à bord…

### Le concert royal
Alors que Koba monte à bord, François entame Auprès de ma blonde à la flûte… Ils ne se quitteront plus. On assiste alors au concert royal où François interprète un solo de flûte devant un public inquiet et médusé. Le concert est un succès total. Le roi présente alors François au peuple de Kurlande comme le futur époux de sa petite-fille. Sans prévenir Koba, François a invité tous ceux qu'elle a rencontrés en France : les Poudreuse, les enfants, Bastien, les amis de Bastien, le duc… Rollon est avec Caroline (qui se propose de restaurer le château de Chavignol pour y donner des concerts). C'est à ce moment que le canon retentit. Une émeute, Sire ? Non ! La floraison du premier lilas… La population kurlandaise débarque au palais et un grand bal se tient, où tout le monde danse sur la musique de la série.

## Distribution
- Marthe Keller : Kristina, Adélaïde, France, princesse de Kurlande dite aussi Koba Lye-Lye
- Louis Velle : François Fonsalette

Puis par ordre alphabétique des acteurs :
- Pascal Anciaux et Marc Anciaux : les jumeaux Cruchon de Clamouse
- Edmond Ardisson : Napoléon, valet de chambre de Madame Fonsalette
- Jean-Luc Bringuier : le prince Kilperic
- Philippe Castelli : le douanier à l'aéroport d'Orly
- Francis Claude : le duc Adalbert de Roquefort-Chavignol dit aussi Monsieur le duc
- Louisa Colpeyn : marquise de Serpa-Fermante, ex-lady Bruce Paddington
- Janine Crispin : Christine Fonsalette, mère de François
- Mario Darsac : marquis de Serpa-Fermante (qui mange du boudin)
- Madeleine Delavaivre : Mme Cruchon de Clamouse
- Georges Douking : Maître Cornélius
- Laurent Ferrier
- Renée Gardès : Marthe, la vieille cuisinière
- Gisèle Grimm  : la préposée au guichet téléphonique
- Grégoire Gromoff : huissier du palais d'Avignonbourg
- Catherine Lafond : Mimi
- Monica Larsson
- Friedrich von Ledebur : Erik XIV, roi de Kurlande (crédité Friederich Ledebur au générique)
- Nicole Maurey : Nicole, ministre de la Joie de vivre
- Jean-Pierre Moutier : Dupont-Bridaine, le fils (diplomate calamiteux)
- Jacques Muller : Mr Cruchon de Clamouse
- Huguette Oligny : Kiki
- Candice Patou : une princesse de Kurlande
- Marco Perrin : Bastien le routier
- Michelle Rossignol : Caroline van Essling, milliardaire
- Pierre Le Rumeur : comte de Poudreuse
- Jean-Paul Tribout : Bruno de Fronval, secrétaire et factotum de l'ambassade de France à Avignonbourg
- Raymonde Vattier : gouvernante de l'ambassade de France en Kurlande
- Catherine Velle
- François Velle : le cousin François
- Nicolas Velle
- Bram van der Vlugt : le prince Rollon, héritier du trône de Kurlande

## Commentaires
Ce feuilleton romantique connut un immense succès lors de sa diffusion alors qu'il avait été refusé deux fois par les producteurs de l'ORTF et qu'il faillit ne jamais voir le jour. Lassée des refus des producteurs de l'ORTF, Frédérique Hébrard proposa à une scripte connaissant personnellement Pierre Sabbagh, alors Directeur général de la deuxième chaîne, de lire et lui faire lire le scénario. Ce dernier accepta alors de visionner le feuilleton. Totalement enthousiasmé, il fit déprogrammer une émission pendant plusieurs soirs pour diffuser le feuilleton à la place. Ce fut un succès immédiat et phénoménal puisque plus de 90 % des téléspectateurs qui virent la première diffusion en janvier 1972 le reconnurent comme une magnifique histoire d'amour digne des plus belles heures de la télévision. La rediffusion en 1974 réunit encore plus de téléspectateurs que la première diffusion deux ans auparavant, puisque ceux qui l'avaient déjà vu voulurent le revoir, auxquels s'ajoutèrent ceux qui avaient regretté de ne pas l'avoir vu la première fois. Le feuilleton est à nouveau diffusé en 1976 puis à partir du 11 août 1982 en avant-soirée sur TF1.
L'intrigue fourmille de références historiques : 
- à l'aventure de Jean-Baptiste Bernadotte, général de Napoléon 1er, devenu roi de Suède sous le nom de Charles XIV Jean  et de Désirée Clary son épouse, née Marseillaise et devenue reine de Suède ;
- à Frédéric II de Prusse, dont la cour parlait français et jouait de la musique ;
- à l'idylle qui déboucha, en 1967, sur le mariage de la princesse Margrethe, devenue en 1972 la reine Margrethe II de Danemark, avec le comte Henri de Laborde de Monpezat, qui avait été secrétaire d'ambassade à Londres.
Frédérique Hébrard se défend de ce dernier point en présentant l'accusé de réception du scénario par l'ORTF, antérieur de plusieurs mois à la rencontre princière.

Lors de leur escapade en Normandie, François veut emmener Koba au Puits des miracles. Cet endroit imaginaire est en fait le titre d'un roman d'André Chamson, le père de Frédérique Hébrard.
Kurlande est un homophone de la province baltique de Courlande.

## Jugement
Dans ses Inscriptions, Louis Scutenaire écrit :
« Je crois que je donnerais les trois quarts de la littérature et du cinéma français pour « La Demoiselle d'Avignon » de Frédérique Hébrard et Louis Velle ».

## Le livre
- Frédérique Hébrard et Louis Velle, La Demoiselle d'Avignon, Julliard, 1971, 315 pages (puis réédition J'ai lu,1999)  (ISBN 978-2-2772-2620-8)
- La demoiselle d'Avignon est de retour, Flammarion, 2014. Ce roman sorti le 2 avril 2014 est la suite de La Demoiselle d'Avignon. Réalisée 43 ans après le roman d'origine, il a été écrit par Frédérique Hébrard avec son mari Louis Velle.

## Vidéographie
- Koba Films Vidéo (2 DVD) durée 6 heures (Paris, 2003), avec les soutiens de l'Institut national de l'audiovisuel et du Centre national du cinéma et de l'image animée.